# Alsóbencsek

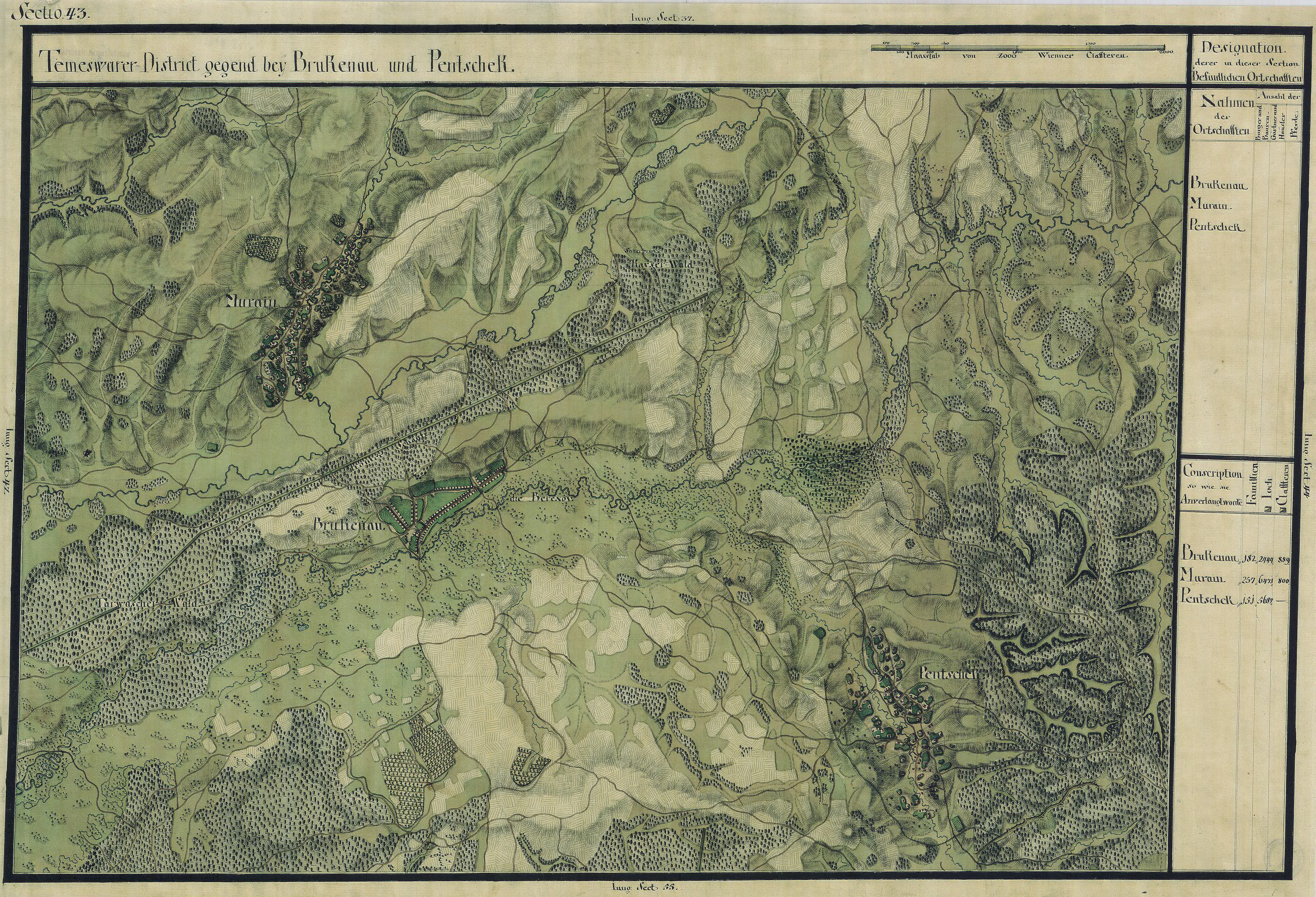
Alsóbencsek egy régi térképen

Alsóbencsek (románul: Bencecu de Jos), falu Romániában, a Bánságban, Temes megyében.

## Fekvése
Temesvártól északkeletre, az Ó-Béga folyótól délre, a Baczin-patak mentén fekvő település.

## Története
Alsóbencsek, Erzsébetforra Árpád-kori település, nevét már 1274-ben említette oklevél Elysabethforra néven. Azonos a későbbi Erzsébetkutával, melyet 1471-ben Mácsalaka tartozékai közt Fülöptelke és Simánd között soroltak fel. (A 18. században Bencsekút, Pendzsi ugyanis Erzsébet tájnyelvi neve.) Már a népvándorlás korában is lakott hely volt, amit a helység mellett látható úgynevezett avar sáncok is bizonyítanak, melyek a 18. században készült Winkler Kristóf-féle térképen is fel vannak tüntetve. E tájon feküdt Bácsi helység is, melynek emlékét a községen átvonuló Báczin-patak őrizte meg. E helység első ismert birtokosa a Csanád nemzetség volt, a 14. században  pedig a Dorozsma nemzetség birtoka volt, majd a dobozi uradalom tartozéka lett. 1274-ben a  Csanád nemzetségből való Makófalviak és Tömpösiek  ősei osztoztak meg birtokaikon, az osztozkodáskor Elsewbethkwtha a Tömpösi ágnak jutott. Fülöpköve és Nádasd között sorolták fel. A 14. század első felében a Dorozsma nemzetségből való Wazal Pál (1301-1348) és András birtoka, akik egy harmadát testvérüknek, Botos Jánosnak (1314-1338), a Harapkai család ősének engedték át.
A mai helységről a 15. századtól kezdve vannak adatok. Vencze vagy Vencse néven előbb Borzlyuk várának, majd a dobozi uradalomnak volt a tartozéka. 1444-ben még királyi várnépek lakták, 1456-ban Hunyadi János, 1462-ben Giskra János és 1468-ban Knyeziczei Pán Mátyás birtoka, az utóbbinak 1471-ig volt birtokában. 1477-1483-ban az alsólendvai Bánffy testvérek (Miklós és Jakab) birtokában találjuk. A Hunyadiak korában szerbek szállták meg, akik a helység nevét Bencsikre és Bencsekre, majd Bencsekútra változtatták.
Az 1717. évi kamarai jegyzékben Bensekút alakban fordult elő. 1723-ban Mercy térképén szintén Bensekút néven lakott helyként jelezték. A 18. század közepén románok szállták meg, akik nevét Bencsekusitra torzították el. Ebben az alakban fordult elő az 1761. évi hivatalos térképen is, majd 1778-ban a Gyertyánosról Mali Torini pusztára áttelepített németek kezdtek Bencsekre költözni, majd 1794-ben Németországból érkezett bevándorlók települtek ide, s ekkor egymással szemben két helység keletkezett. A németek a domb északi oldalán, a régi Felső-Vencse helyén építtették házaikat, és ez lett azután Német-Bencsek, míg a román lakosság a falu völgyi részében tömörült, ez lett Román-Bencsek. Mind a két helység 1814-ig a kincstáré volt és a blumenthali uradalomhoz tartozott.
1814-ben herceg Schwarzenberg Károly nyerte adományul, majd 1819-ben Kevermesi Thököly Péter vette meg, aki 1838-ban Sina György Simonnak adta el. 1880-ban báró Sina Anasztázia, gróf Wimpffenné lett a Sina-féle birtok tulajdonosa. 1891 óta gróf Wimpffen Siegfried  volt a helység legnagyobb birtokosa.
A trianoni békeszerződés előtt Temes vármegye Temesrékasi járásához tartozott.
1910-ben 676 lakosából 20 magyar, 18 német, 620 román volt. Ebből 33 római katolikus, 638 görög keleti ortodox volt.

### Simánd
Alsóbencsek közelében állt egykor Simánd is, mely a 20. század elején Samanda-puszta néven volt ismert. Eredetileg a Csanád nemzetség ősi birtoka volt. 1290-ben a Csanád nemzetségbeli Dénes, valamint fiai István és Pál eladták, de mivel ez ellen a rokonság tiltakozott, ebből per keletkezett, mely csak 1338-ban ért véget. 1339-ben Csanád esztergomi érseket és a Csanád nembeli Pál fia Dénest iktatták be e helység birtokába. 1360-ban az ugyancsak e nemzetségből származó Thelegdy család tagjai osztoztak rajta. Az 1332–1337. évi pápai tizedjegyzék szerint ekkor már plébániája is volt. A 15. században a Bár–Kalán nemzetségből való Szeri Pósák bírták. Ezeknek kihalta után 1471-ben a Guthi Országh és a Nádasdi Ongor-családok nyerték adományul. Vele egy, vagy szomszédos helység volt Tót-Simánd is, mely 1500-ban a sződi uradalomhoz tartozott. 1723-1725 között Mercy térképén Simonda alakban már csak pusztaként szerepelt.

## Nevezetességek
- A romániai műemlékek jegyzéke szerint a falutól 1,5 kilométerre északnyugatra 12–14. századi vár található (TM-I-s-B-06053).[1] A helyszínen 2006–2008-ban végzett kutatások azonban nem találtak várat, maradványokat sem; a vonatkozó szakirodalmi utalások hiánya miatt törölni javasolták a jegyzékből.[2]
- Görögkeleti román temploma 1899-ben épült